# Sistema de ligas de fútbol sala de Paraguay
El fútbol sala (o futsal) en Paraguay está integrado por un sistema piramidal de ligas (divisiones) interconectadas entre sí, cuya máxima categoría es la Liga Premium. Todas las categorías son organizadas por la Divisional de Futsal de la Asociación Paraguaya de Fútbol.
Al término de cada temporada y en función de los resultados obtenidos, los equipos participantes pueden ascender o descender de división. 

## Divisiones
| Nivel | Divisiones                  |
| ----- | --------------------------- |
| 1.°   | Liga Premium 11 equipos     |
| 2.°   | Categoría Honor 10 equipos  |
| 3°    | Categoría Primera 9 equipos |

## Clubes participantes (2024)

### Liga Premium
- AFEMEC
- Campo Alto
- Cerro Porteño
- Exa Ysaty
- Deportivo Humaitá
- Olimpia
- Presidente Hayes
- San Cristóbal
- Sport Colonial
- Star’s Club
- Villa Hayes

### Categoría Honor
- 3 de Mayo
- Coronel Escurra
- Deportivo Recoleta
- Deportivo Santaní
- Filosofía
- Gaspar R. de Francia
- San Gerónimo
- Sportivo Ameliano
- Teniente Rojas Silva
- Villa Virginia

### Categoría Primera
- Atlántida
- Deportivo Sajonia
- Fernando de la Mora
- Fomento de Fátima
- Fulgencio Yegros
- General Genes
- Jóvenes Unidos
- Oriental
- Universidad Americana